# 칼카라

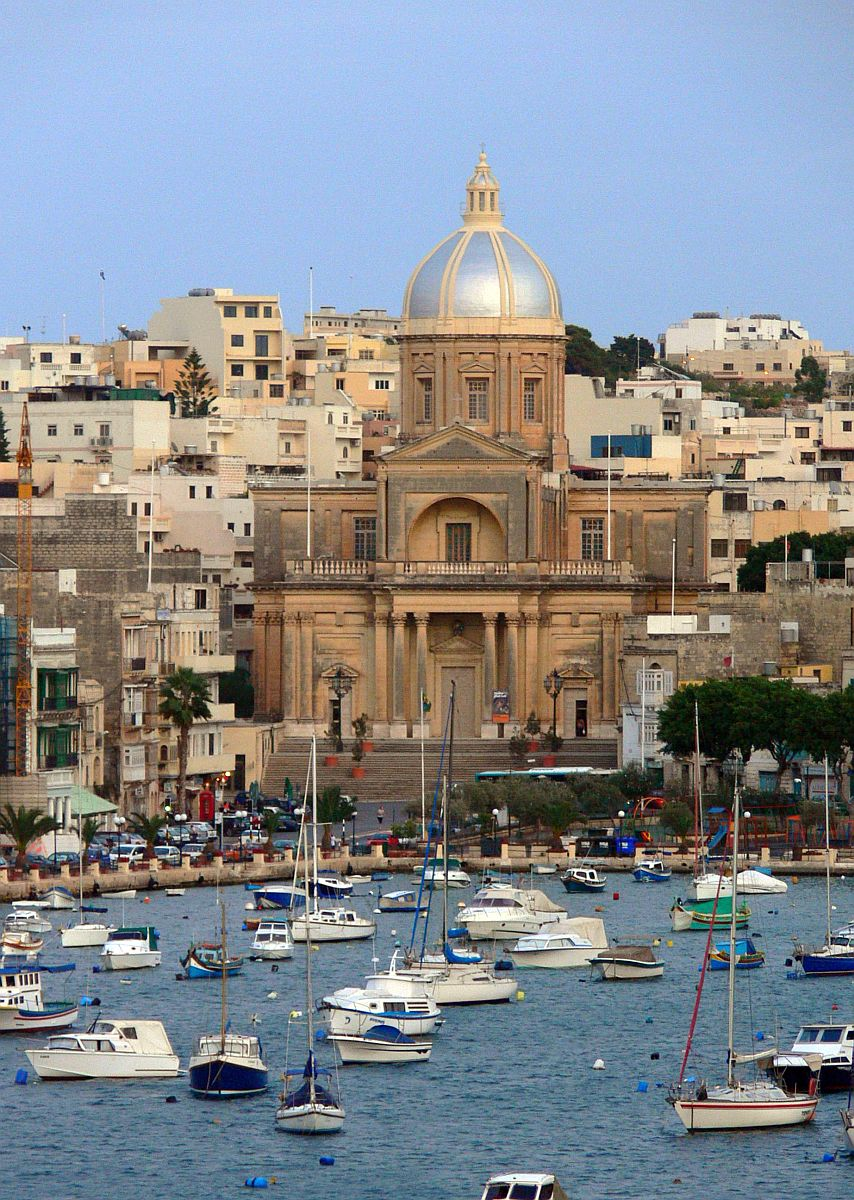
칼카라에 위치한 교회의 모습

칼카라의 위치

칼카라(몰타어: Kalkara)는 몰타 중부에 위치한 도시로 면적은 1.8km2, 인구는 2,999명(2011년 3월 기준), 인구 밀도는 1,700명/km2이다. 도시 이름은 라틴어로 "석회"를 뜻하는 단어인 '칼케'(Calce)에서 유래되었다.